# Sulfate d'ammonium
Pour les articles homonymes, voir Sulfate d'ammonium (homonymie).
Le sulfate d'ammonium est un corps composé chimique ionique de formule (NH4)2SO4. Il s'agit d'un sel d'ammonium NH4+ et d'acide sulfurique H2SO4 qui possède de très nombreuses applications. Il existe dans la nature, sous le nom minéralogique de mascagnite.
Il est notamment couramment utilisé comme engrais destiné à l'acidification des sols alcalins ; il contient 21 % d'azote sous forme d'ammonium NH4+ et 24 % de soufre sous forme de sulfate SO42−. Il est aussi utilisé pour accélérer le départ en fermentation des moûts. On peut ajouter 10 g/hL de (NH4)2SO4 lorsque la teneur du moût en azote ammoniacal est inférieure à 50 mg·L-1.

## Caractéristiques physico-chimiques
Il se présente sous forme d'une poudre cristalline blanche, le plus souvent compactée en granules. Cette matière suffisamment pure a des propriétés ferroélectriques en dessous d'une température de −49 °C car un réarrangement cristallin lui confère une autre symétrie, caractérisée par le groupe d'espace Pna21.
Il est soluble dans l'eau. La solution 0,1 M a un pH de 5,5. En solution, il peut facilement former des sels doubles avec des ions métalliques, par exemple avec les ions fer, cobalt, cérium, nickel... Avec des ions métalliques trivalents, il forme la gamme des aluns de formule (NH4)2(SO4).M2(SO4)3.24H2O
Il est insoluble dans l'éthanol, l'acétone, le sulfure de carbone et l'ammoniac liquide.
L'action d'une base forte décompose le composé ionique sec. 
Chauffé en tube à essai à l'air, le sulfate d'ammonium se décompose à partir de 150 °C en bisulfite d'ammonium acide et en gaz ammoniac qui se dégage. 
Chauffé dans des conditions thermiques drastiques, ce corps chimique se dégrade quasi-instantanément et émet des fumées très toxiques de SOx, NOx et d'ammoniac. L'eau et l'azote peuvent également se reformer à hautes températures.
Tout contact intime avec des oxydants puissants peut créer de fortes explosions. C'est pourquoi les sulfates d'ammonium sont conservés entre 2 °C et 8 °C.

## Préparation
Le sulfate d'ammonium est obtenu par réaction de l'ammoniac NH3 avec l'acide sulfurique :
2 NH3 + H2SO4 → (NH4)2SO4.
Un mélange d'ammoniac gazeux et de vapeur d'eau est introduit dans un réacteur contenant une solution saturée de sulfate d'ammonium et environ 2 à 4 % d'acide sulfurique à 60 °C. De l'acide sulfurique concentré est ajouté afin de maintenir l'acidité de la solution ainsi que la concentration de l'acide sulfurique du mélange. La chaleur produite par la réaction maintient quant à elle la température à 60 °C.
Du sulfate d'ammonium sec et pulvérulent peut être obtenu en pulvérisant de l'acide sulfurique dans une enceinte contenant de l'ammoniac gazeux. La chaleur produite par la réaction évapore toute l'eau de l'acide en laissant le sel anhydre.
On produit également le sulfate d'ammonium à partir du gypse (sulfate de calcium dihydraté CaSO4, 2H2O) finement divisé qu'on ajoute à une solution de carbonate d'ammonium (NH4)2CO3 pour produire du carbonate de calcium CaCO3 qui précipite en laissant le sulfate d'ammonium en solution :
(NH4)2CO3 + CaSO4 → (NH4)2SO4 + CaCO3.
Le sulfate d'ammonium existe à l'état naturel dans le minéral rare appelé mascagnite, par exemple dans les dépôts de fumerolles volcaniques. Présente également dans les sources chaudes, la mascagnite se forme aussi à l'état naturel dans les feux de mines de charbon. Une des synthèses les plus communes utilisait d'ailleurs l'ammoniac extrait par distillation forcée de la houille ou du charbon, qu'il faisait ensuite passer pour neutralisation dans un bain d'acide sulfurique.

## Toxicité, écotoxicité
La toxicité chronique, concernant l'exposition à de faibles doses répétées sur des organes cibles, semble plus redoutable que la toxicité aiguë. Elle reste méconnue.
Ce composé de l'azote peut exacerber l'efficacité de certains herbicides.

## Usages

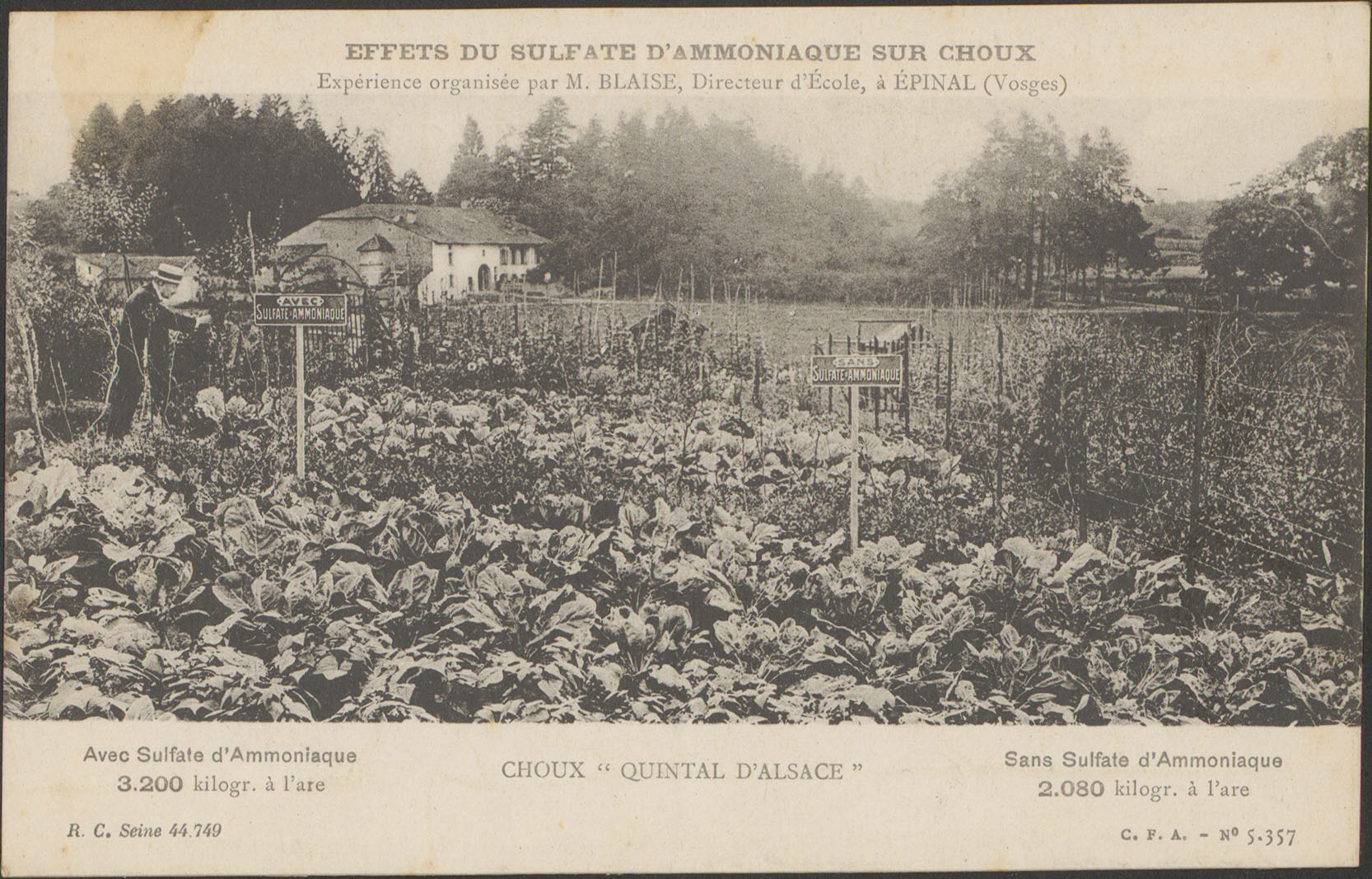
Effet du sulfate d'ammoniaque sur les choux (expérience menée par un directeur d'école à Épinal).

Le sulfate d'ammonium entre dans la composition d'engrais. L'agriculture utiliserait la moitié de la production mondiale sous forme d'engrais, mais encore 40 % sous forme de produits dérivés ou d'adjuvants. C'est l'adjuvant standard des épandages d'herbicides, en particulier des 2,4-D (amine) glyphosate ou glufosinate, mais aussi d'insecticides, de fongicides solubles dans l'eau, voire d'une grande gamme de produits dits phytosanitaires. La production mondiale serait estimée à plus de 22 millions de tonnes vers 2014. Elle avoisine 5 millions de tonnes exprimée en azote.
Dans l'industrie du bâtiment, il est aussi pris comme produit ignifugeant et retardant de flamme. C'est aussi un inhibiteur de corrosion, un régulateur antistatique utilisé dans les revêtements modernes, un agent d'oxydo-réduction en métallurgie, un agent électrochimique, par exemple en galvanoplastie, un agent du tannage dans l'industrie des cuirs par sa simple proximité de composition avec la gamme des aluns.  
Ce produit intermédiaire de l'industrie chimique est très employé dans l'industrie des colorants, dans l'industrie des surfactants ou tensio-actifs, mais aussi dans les industries du traitement de l'eau et comme additif de conservation ou de goût dans l'industrie alimentaire (pains, bières, vins).  
Les laboratoires de biochimie communément utilisent le composé purifié pour opérer la précipitation ou le découpage des protéines, voire la purification des anticorps. Il intervient aussi couramment dans les méthodes d'analyses cristallographiques des acides nucléiques et des protéines.